# SART – stavby a rekonstrukce
Die Firma SART – stavby a rekonstrukce a.s. ist ein Bauunternehmen in Tschechien. Wichtigstes Geschäftsfeld der Aktiengesellschaft ist der Bau von Brücken für Straßen und Eisenbahnen. Sitz der Gesellschaft ist Šumperk. Darüber hinaus ist die Gesellschaft beauftragtes Eisenbahninfrastrukturunternehmen für die Eisenbahnstrecken Šumperk–Sobotín und Petrov nad Desnou–Kouty nad Desnou des Gemeindeverbandes Svazek obcí údolí Desné („Železnice Desná“) im Altvatergebirge. Beide Strecken wurden zum 1. März 2005 von der Gesellschaft übernommen.

## Arbeitsgebiet
- Straßen- und Eisenbahnbrücken[3]
- Bahnanlagen[3]
- Straßenbau[3]